# 가이바라 에키켄

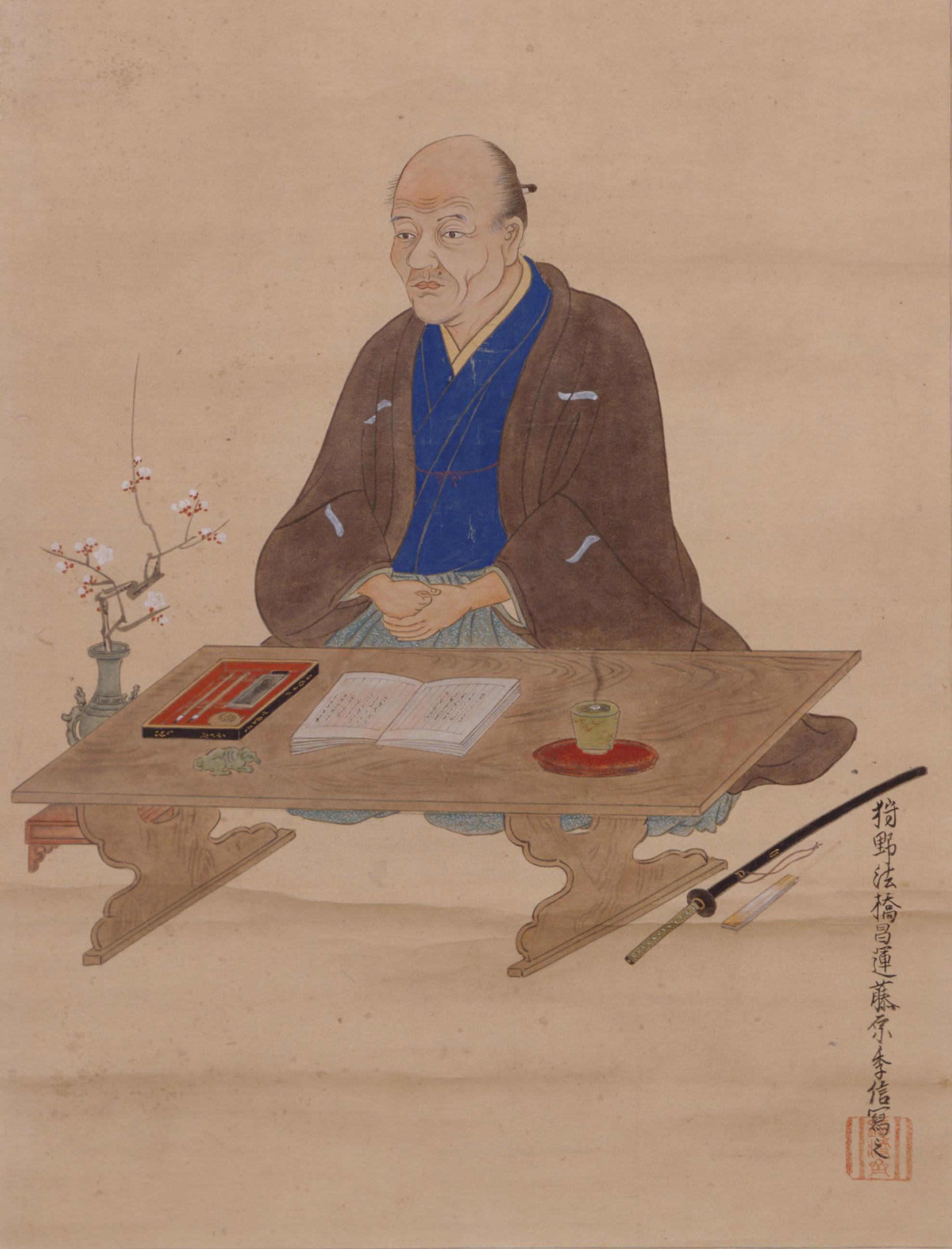
가이바라 에키켄의 초상화(1700년경)

가이바라 에키켄(일본어: 貝原 益軒, 1630년 12월 17일(간에이 7년 11월 14일) - 1714년 10월 5일(쇼토쿠 4년 8월 27일))는, 일본 에도 시대의 본초학자(현대의 약학자), 유학자이다. 
50년 간 많은 저술을 남겼으며 경학, 의학, 민속, 역사, 지리, 교육 등의 분야에서 선구자적 실적을 세웠다. 조선에도 그의 저술이 전해졌다. 

## 평생 · 인물

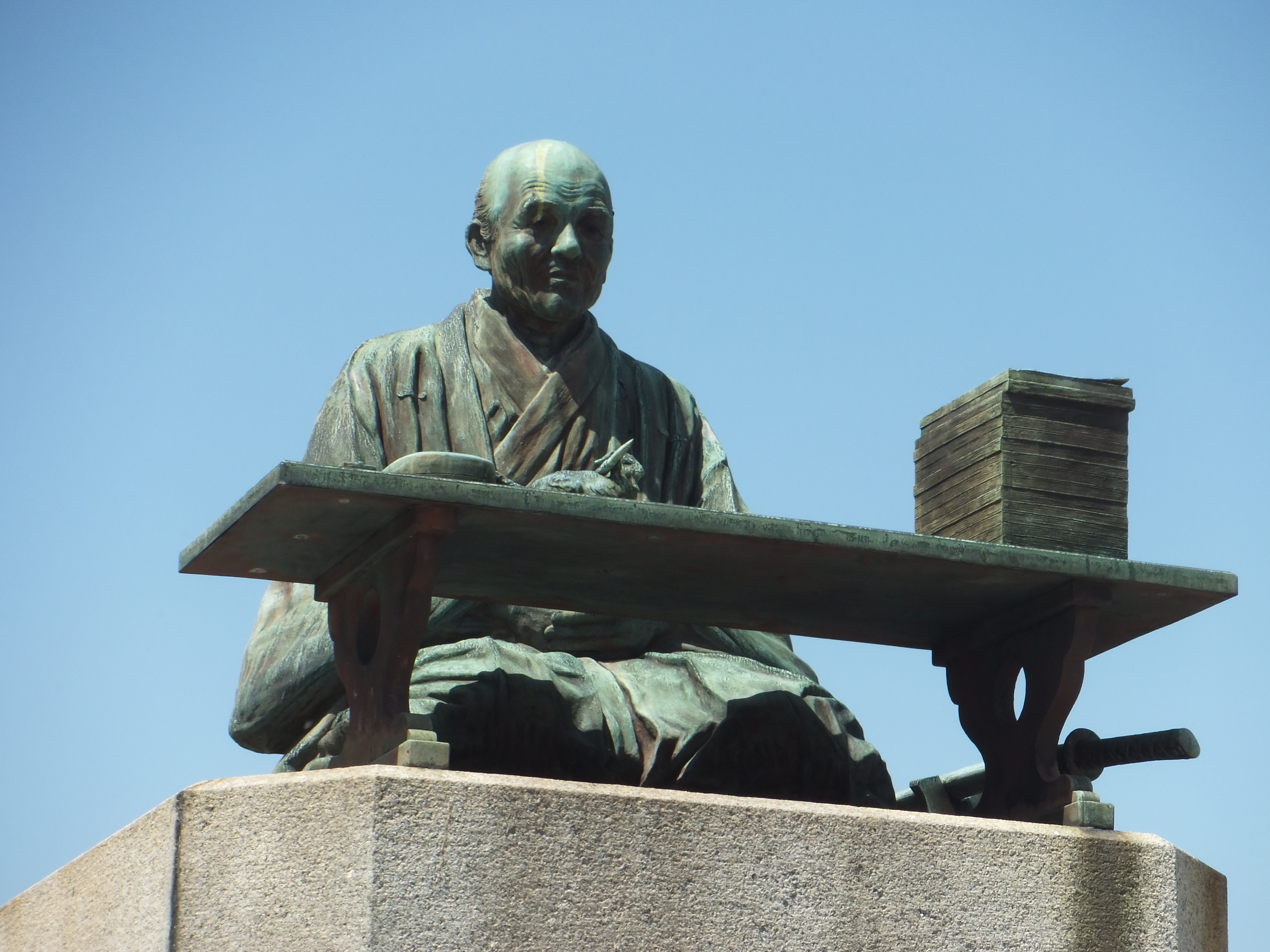
가이바라 에키켄 좌상(후쿠오카 시 주오 구 긴류지)

지쿠젠 국(筑前国, 일본 후쿠오카 현) 후쿠오카 번사로 구로다 번(黒田藩)의 우필(祐筆)이었던 가이바라 간사이의 5남으로 태어났다. 이름은 아쓰노부(篤信), 자는 자성(子誠), 호는 유사이(柔斎), 손켄(損軒)으로 널리 알려진 에키켄이라는 호는 만년에 사용한 것이다. 통칭은 구베(久兵衛)이다.
1648년(게이안 원년), 18세로 후쿠오카 번에 출사하였으나, 1650년(게이안 3년), 2대 번주 구로다 다다유키의 분노를 사서 7년 동안 낭인 신세가 되었다. 1656년(메이레키 2년) 27세의 나이로 3대 번주 미쓰유키의 사면을 받아 번의로서 귀번하였다. 이듬해 번의 비용으로 교토에 유학하였으며 그곳에서 본초학이나 주자학 등을 배웠다. 
이 무렵 기노시타 준안(木下順庵), 야마자키 안사이(山崎闇斎), 마쓰나가 사케오(松永尺五), 무카이 모토카이(向井元升), 구로카와 미치(黒川道祐) 등과 교우를 깊게 하였다. 또한 그 번의 미야자키 안사이宮崎安貞가 찾아오기도 하였다. 7년의 유학 뒤인 1664년 35세 때에 귀번하여 150석 지행을 얻고, 번내에서의 주자학 강의나, 조선 통신사에의 대응을 맡기도 하였으며, 또 사가 번과의 경계 문제 해결에 분주하는 등 중책을 맡았다. 40세 때 4대 번주 구로다 쓰나마사(黒田綱政)로부터 아라쓰 히가시하마(현재의 아라토1초메)에 저택을 받았고, 이곳에서 평생을 머물렀다.
번의 명으로 《구로다 가보》(黒田家譜)를 편찬하였다. 또, 에키켄의 상신에 대하여 구로다 번은 1688년(겐로쿠 원년)에 《지쿠젠 국 속풍토기》(筑前国続風土記)의 편찬을 허락하였다.
1699년, 70세에 은퇴하여 저술에 전념하였다. 에키켄의 저서는 1712년(쇼토쿠 2년)에 상재한 《양생훈》(養生訓)을 시작으로 평생 60부 270여 권에 달한다. 퇴역 후에도 번내를 능숙하게 순검하여 《지쿠젠 국 속풍토기》의 편찬을 이어나갔고, 1703년(겐로쿠 16년)에 번주에게 헌상한다.
1714년(쇼토쿠 4년)에 사망하였다. 임종에 임하여, 사세의 한시 2수과 와카 「越し方は一夜ばかりの心地して 八十 あまりの夢をみしかな」 를 남겼다. 
묘소는 후쿠오카시 긴류지(金龍寺)에 있으며, 일본 후쿠오카현 지정 사적이다.
1911년(메이지 44년) 6월 1일, 정4위가 추증되었다.

## 저서

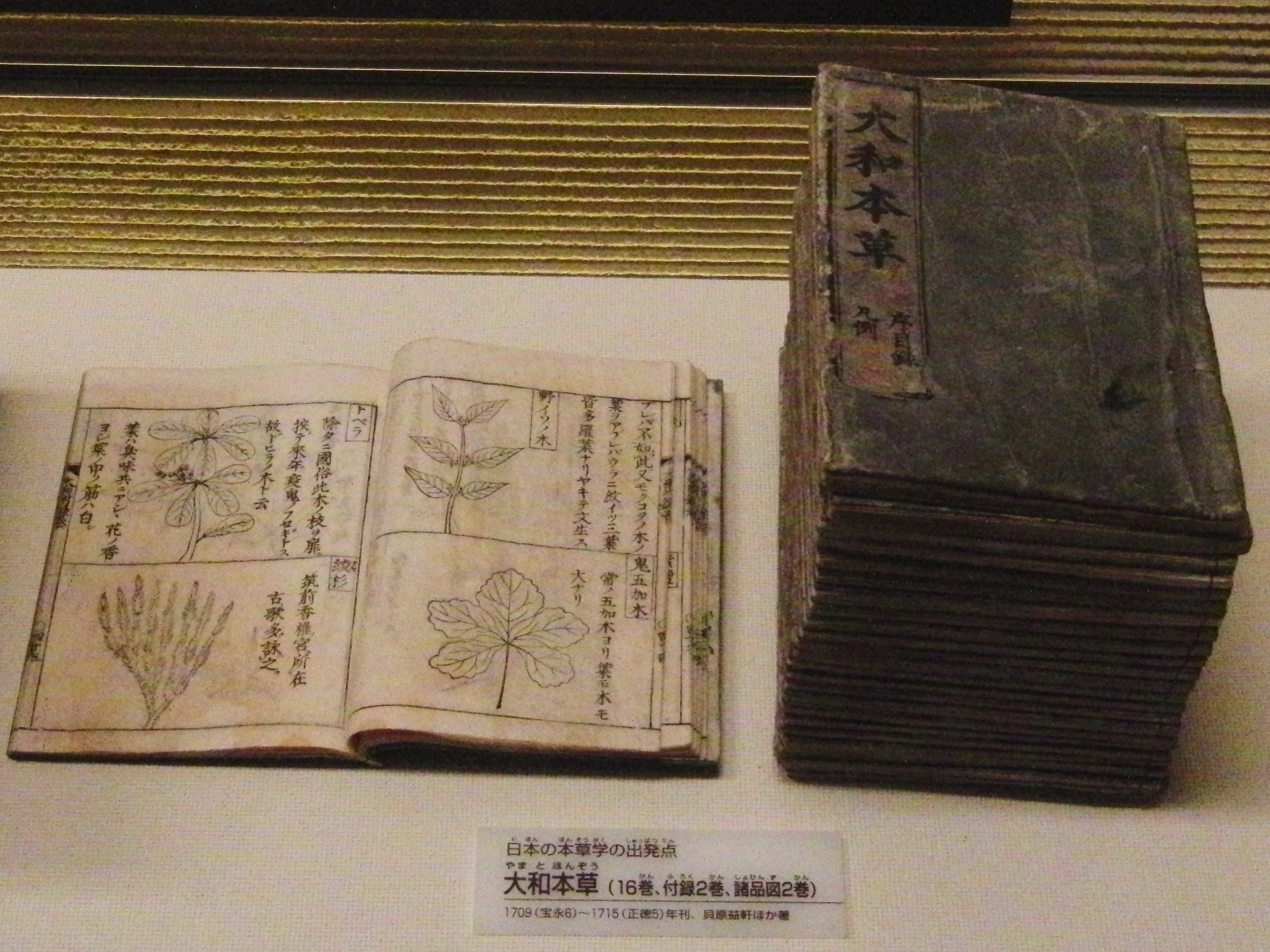
『야마토 본초』(일본 국립과학박물관 전시)

가이바라 에키켄은 어린 시절에 허약했던 까닭에 자연스럽게 독서에 몰두했고, 높은 학식을 쌓게 되었다. 다만 책에만 얽매이지 않고 자신의 발로 걸어다니면서 보고 손으로 만지거나 구술로 정리하는 것으로 확인한다는 실증주의적인 면도 있었다.
에키켄은 좀 더 많은 사람들이 읽을 수 있도록 평이한 문체를 이용한 저서를 남겼다. 《야마토 속훈》(大和俗訓)의 서문에서 에키켄은 「꼭대기로 올라가려면 반드시 기슭에서부터, 멀리 가려면 반드시 가까이에서부터 시작해야 한다」(高きに登るには必ず麓よりし、遠きにゆくには必ず近きよりはじむる理あれば)라고 하여, 서민이나 여자 및 유아 등을 대상으로 한 폭넓은 계층을 대상으로 하는 교육서를 저술했다.
중국에서 출판된 《본초강목》에 훈점을 붙여 에키켄 자신의 경험으로부터 기술을 보탠 《야마토 본초》를 1709년(호에이 6년)에 발행하였다. 이제껏 중국으로부터 전해지는 약초를 일본어 이름으로 바꾸는 것이 주체였던 본초학에, 실용적 관점 측면의 기술을 더해, 박물학으로 전개되는 단초가 되었고, 이후는 식물의 형상이나 생태, 일상 활용의 가능성 등으로 본초학의 관심이 향하게 된다.
사상서로서는, 1712년(쇼토쿠 2년)의 《자오집》(自娯集)이 있다. 학문적 공적으로는 생각에 있어 교리, 도덕, 교육 등의 의견을 저술한 『신사록』(慎思録), 주자학에 대한 관념적 의문 등을 저술한 《대의록》(大擬録) 등이 있다.
독일의 의사이자 생물학자 지볼트(Philipp Franz von Siebold, 1796-1866)는 가이바라 에키켄을 가리켜 '일본의 아리스토텔레스'라고 평하였다. 

### 본초서
- 《화보》(花譜) - 1694년(겐로쿠 7년)
- 《채보》(菜譜) - 1704년(호에이 원년)
- 《야마토 본초》 - 1709년(호에이 6년) 간행, 화장본(和装本)

### 교육서
- 《양생훈》(養生訓)
- 《야마토 속훈》(大和俗訓)
- 《화속동자훈》(和俗童子訓)
- 《오상훈》(五常訓)
- 《가도훈》(家道訓)

### 기행문
- 《와슈 순람기》(和州巡覧記)

## 가이바라 에키켄과 조선
가이바라 에키켄은 조선에서 일본으로 유출된 한자 입문서 《유합》(類合) 및 《징비록》(懲毖錄) 등의 문헌을 일본에서 가장 이른 시기에 입수하여 자신의 집필 작업에 활용하고, 그 일본판을 간행하는 데에 기여한 인물이었다.  
서애 류성룡의 《징비록》은 일본에서 《조선징비록》이라는 이름으로 1695년 교토에서 출판업자 야마토야 이헤이(大和屋伊兵衛)에 의해 간행되었는데, 《조선징비록》의 서문을 쓴 것이 가이바라 에키켄이었다. 조선징비록에는 에키켄 자신이 붙인 것으로 보이는 두주도 실려 있다. 에키켄은 《조선징비록》의 서문에서 도요토미 히데요시가 일으킨 임진왜란에는 아무런 명분이 없다고 비판하면서도 조선측이 전쟁에 대비하지 않은 것 역시 잘못이라고 비판하는데, 이는 중국의 제갈원성이 쓴 《양조평양록》에 보이는 조선 비판에 근거한다.
《전》(傳)에 다음과 같은 구절이 있다. "군대를 쓰는 데에는 다섯 가지 종류가 있는데, 의병(義兵), 응병(應兵), 탐병(貪兵), 교병(驕兵), 분병(忿兵)이다. 의병과 응병이 군자(君子)가 쓰는 군대이다." 또 전에 이러한 구절이 있다. "비록 나라가 커도 전쟁을 좋아하면 반드시 망한다. 비록 천하가 평안하더라도 전쟁을 잊으면 반드시 위험하다. 전쟁을 좋아하고 잊는 두 가지를 어찌 경계하지 않겠는가?" 예전에 도요토미 히데요시가 조선을 정벌한 것은 탐병이라 할 수 있으며, 여기에 교병과 분병을 더하였다. 의병이라 할 수 없다. 또한 부득이하게 군대를 쓴 것이 아니니 응병도 아니다. 그는 전쟁을 좋아하였다고 할 수 있으니, 이는 천도가 미워하는 바이다. 그의 집안이 망한 것은 이 때문이다. 한인(韓人)은 무력하여 기왓장이 깨지고 흙이 무너지듯 순식간에 패하였다. 이는 평상시에 수비하는 방법을 훈련하지 않았기 때문에, 일본군에 응전하여 싸울 수 없었던 것이다. 이를 이른바 '전쟁을 잊음'(忘戰)이라고 한다. 아아, 조선이 위험해지고 거의 멸망 직전까지 간 것은 오로지 이 때문이다. 지당하도다. 상국 류성룡이 징비록을 저술한 것은 이는 전날의 실수를 되돌아보아 훗날의 실수를 경계한다는 뜻이다.

《조선징비록》이 교토에서 간행되기 8년 전인 1687년에 《구로다 가보》가 완성되었는데, 이 책에서도 에키켄은 《징비록》을 자주 인용하였다. 
《천자문》을 본떠 4자 1구, 390구로 이루어진 한자 학습서 《유합》은 조선징비록보다 3년 앞선 겐로쿠 5년(1692년) 에키켄의 서문과 함께 《조선국 정본 천자유합》이라는 제목으로 간행되었다. 이 《조선국 정본 천자유합》은 나가사키 데지마에 체류하고 있던 독일인 필리프 지볼트를 통해 유럽에까지 전달되기도 하였다. 
조선에는 가이바라 에키켄의 저술로 전하는 《화한명수》(和漢名數)라는 이름의 책이 전해져 이익, 안정복, 이덕무 등 실학자들의 일본 관련 저술 집필에 쓰였다. 《화한명수》는 엔포 6년(1678년)에 간행된 수사 어휘집으로  제1천문(天文)부터 제15불가(佛家)까지 모두 15개 항목으로 구성되어 있으며, 이 가운데 제3지리(地理)조에 삼한(三韓) 항목을 두고 조선의 역사책 《동국통감》을 인용하여 설명하고 있다. 
에키켄과 학술적 관계를 맺고 있던 일본의 고슈류 병학자 고사이 시게스케(香西成質)의 병학 문헌 《히데요시 각하 격조선론》(秀吉閣下擊朝鮮論)과 《본방지세변》(本邦地勢辨)도 조선에서 온 통신사를 통해 각각 '격조선론'(擊朝鮮論)과 '일본지세변'(日本地勢辨)이라는 제목으로 조선에 전해졌다. 이 문헌들은 이익의 《성호사설》 및 이중환의 《택리지》, 한치윤의 《해동역사》에 실려 실학자들에게 소개되었다.

## 가이바라 에키켄 학습의 비(貝原益軒学習の碑)
에키켄의 아버지 가이바라 간사이의 지행지이자 에키켄이 어린 나이를 보낸 후쿠오카 현 이즈카 시에는 '가이하라 에키켄 학습의 비'가 세워져 있다.

## 친족
에키켄은 39세 때 지인으로 아키즈키 번(秋月藩)의 의사 에즈키 미치타쓰(江月道達)의 조카로 당시 17세였던 하쓰코(初子)와 결혼했다. 하쓰코는 나중에 '도켄'(東軒)이라 불렸다. 하쓰코는 와카에 능숙하였으며, 남편 에키켄을 따라 만유하며 기행문을 짓거나 「여대학」(女大学) 등을 내조하기도 하였다. 둘 사이에 비록 자식이 없었으나 금슬이 좋았다고 전한다. 하쓰코 역시 에키켄처럼 병약하였으며, 가이바라 집안에 남아 있는 《용약일기》(用薬日記)에는, 하쓰코의 병 치료 등으로 종종 한약을 조제하고 있던 것이 기록되고 있다. 하쓰코는 남편 에키켄이 사망하기 약 8개월 전에 향년 62세로 사망하였고 에키켄이 사망한 것은 이듬해의 일이었다.
에키켄의 형 가이바라 라쿠겐(貝原楽軒)은 치쿠젠 후쿠오카 번에서 우라부교(浦奉行)를 맡아 '가이바라 의질 교훈서(貝原義質教訓書)'를 저술했다.
라쿠겐의 아들 가이바라 호코(貝原好古)는 훗날 숙부 에키켄의 양자가 되어 그 집안을 이었다. 호코는 번의 명으로 양아버지 에키켄의 「치쿠젠 국 속풍토기」 편집에 조력하거나, 「일본세시기」(日本歳時記)를 저술하기도 하였다.

## 참고문헌
- 김시덕 《전쟁의 문헌학》열린책들, 2017년
- 가이바라 에키켄 《양생훈》(가이바라 모리이치貝原守一 교정, 도요샤土曜社, 2018년)
- 가이바라 에키켄 《양생훈・화속동자훈》 이시카와 켄(石川謙) 교정(이와나미 문고, 1961년, 와이드판 1991년)
- 가이하라 에키켄 《구어 양생훈》(口語 養生訓) 마쓰미야 미쓰노부(松宮光伸) 역( 일본평론사, 2000년)
- 「인생훈(人生訓) 가이바라 에키켄 《가도훈》을 읽다」 사이토 시게타(斎藤茂太), 미카사 서방, 1984년

## 관련 문헌
- 《신사록 현대어 번역》 이토 도모노부(伊藤友信) 역, 고단샤 학술문고, 1996년
- 《양생훈 전현대어역》 이토 도모노부 역, 고단샤 학술문고, 1982년
- 《양생훈 외》 마쓰다 미치오 역, 주고 클래식스, 2005년. 그 외는 약훈・화속동자훈
  - 구판 《양생훈》 마츠다 미치오 역, 주고 문고, 개판 2020년
  - 구판 《야마토 속훈・화속동자훈》 동, 주고 문고, 1974년
- 《야마토 속훈》 이시카와 켄 교정, 이와나미 문고
- 《양생훈》 죠시마 아키히코 역, 치치 출판사, 2015년